# Otto Helm
Otto Helm (ur. 21 lutego 1826 w Słupsku, zm. 24 marca 1902 w Gdańsku), niemiecki farmaceuta, kolekcjoner i chemik, pionier badań nad bursztynem bałtyckim.

## Życiorys
Po nauce w gimnazjum w Słupsku studiował farmację w Królewcu. W latach 1854–1874 prowadził w Gdańsku aptekę zwaną „Polską” (Polnische Apothek). Od 1875 przez wiele lat był nieetatowym radcą w Zarządzie Miejskim. Prowadził badania laboratoryjne i analizy chemiczne wody oraz ścieków miejskich. Zebrał wielką kolekcję bursztynu z zatopionymi w nim okazami roślin i owadów (inkluzjami), która po jego śmierci została podarowana Zachodniopruskiemu Muzeum Prowincjonalnemu w Gdańsku. Od 1865 był członkiem Towarzystwa Przyrodniczego w Gdańsku, należał także do Zachodniopruskiego Stowarzyszenia Botaniczno-Zoologicznego. Był autorem licznych publikacji z zakresu chemii, dziejów bursztynu oraz historii gdańskiego aptekarstwa. Cieszył się międzynarodowym uznaniem jako znawca bursztynu i autorytet w sprawach innych żywic kopalnych. W 1899 otrzymał doktorat honoris causa uniwersytetu w Królewcu.
Nazwisko Helma nosi jeden gatunek rośliny (Stephanostemon helmi CONW.) oraz dwa gatunki owadów (Palaeomastigus helmi SCHAUF, Arthropterus helmi SCHAUF).